# Gledališče Toneta Čufarja, Jesenice
Gledališče Toneta Čufarja  v osrednjem delu Jesenic je bilo zgrajeno leta 1930 kot »Krekov prosvetni dom.« V njem je vse do druge svetovne vojne potekala kulturna dejavnost. Med 2. svetovno vojno je imel okupator je v njem skladišče, po osvoboditvi pa so se v njem zadrževali jugoslovanski vojaki. Po vojni se je dom preimenoval v »Titov dom«. V na novo imenovanem Titovem domu je bilo od 1945 naprej osrednje gledališče. Poimenovano je po Tonetu Čufarju, slovenskem pesniku, pisatelju in dramatiku.

## Odlikovanja in nagrade gledališča Toneta Čufarja
Leta 1995 je gledališče prejelo častni znak svobode Republike Slovenije z naslednjo utemeljitvijo: »ob petdesetletnici delovanja za zasluge v gledališki dejavnosti in s tem za prispevek k ohranjanju slovenske kulture«.